# Comité Nacional Republicano
El Comité Nacional Republicano (CNR) proporciona liderazgo nacional para el Partido Republicano de los Estados Unidos. Es responsabilidad del comité en desarrollar y promover la plataforma política del partido Republicano, así como la coordinación de la estrategia de recaudación de fondos y de elecciones. también es responsable en la organización y de funcionamiento de la Convención Nacional Republicana. El presidente actual es Ronna McDaniel. Comités similares existen en cada estados estadounidenses y la mayoría de los condados estadounidenses, aunque en algunos estados la organización de los estados está estructurada en distritos del congreso, campañas aliadas de las organizaciones se rigen por un comité nacional.

## Historia
La Convención Nacional Republicana de 1856 fue la primera convención nacional republicana. Consiste de un miembro de cada estado y territorio para servir durante cuatro años. Desde entonces cada convención nacional ha seguido el precedente de un representante de cada estado o territorio, independientemente de su población.

## Presidentes del comité nacional
| Presidente               | Término   | Estado           |
| ------------------------ | --------- | ---------------- |
| Edwin D. Morgan          | 1856-1864 | Nueva York       |
| Henry J. Raymond         | 1864-1866 | Nueva York       |
| Marcus L. Ward           | 1866-1868 | Nueva Jersey     |
| William Claflin          | 1868-1872 | Massachusetts    |
| Edwin D. Morgan          | 1872-1876 | Nueva York       |
| Zachariah Chandler       | 1876-1879 | Míchigan         |
| James Donald Cameron     | 1879-1880 | Pensilvania      |
| Marshall Jewell          | 1880-1883 | Connecticut      |
| Dwight M. Sabin          | 1883-1884 | Minnesota        |
| B. F. Jones              | 1887-1888 | Nueva Jersey     |
| Matthew S. Quay          | 1888-1891 | Pensilvania      |
| James S. Clarkson        | 1891-1892 | Iowa             |
| Thomas H. Carter         | 1892-1896 | Montana          |
| Marcus A. Hanna          | 1896-1904 | Ohio             |
| Henry Clay Payne         | 1904      | Wisconsin        |
| George Bruce Cortelyou   | 1904-1907 | Nueva York       |
| Harry S. New             | 1907-1908 | Indiana          |
| Frank Harris Hitchcock   | 1908-1909 | Ohio             |
| John Fremont Hill        | 1910-1912 | Maine            |
| Victor Rosewater         | 1912      | Nebraska         |
| Charles D. Hilles        | 1912-1916 | Nueva York       |
| Will H. Hays             | 1918-1921 | Indiana          |
| John T. Adams            | 1921-1924 | Iowa             |
| William M. Butler        | 1925      | Massachusetts    |
| Hubert Work              | 1928-1929 | Colorado         |
| Claudius H. Huston       | 1929-1930 | Tennessee        |
| Simeon D. Fess           | 1931      | Ohio             |
| Everett Sanders          | 1932-1934 | Indiana          |
| Henry P. Fletcher        | 1934-1936 | Pensilvania      |
| John Hamilton            | 1936-1937 | Kansas           |
| Joseph W. Martin, Jr.    | 1940-1942 | Massachusetts    |
| Bailey Walsh             | 1942      | Tennessee        |
| Harrison E. Spangler     | 1942-1944 | Iowa             |
| Herbert Brownell, Jr.    | 1944-1946 | Nueva York       |
| Carroll Reece            | 1946-1948 | Tennessee        |
| Hugh D. Scott, Jr.       | 1948-1949 | Pensilvania      |
| Guy G. Gabrielson        | 1949-1952 | Nueva Jersey     |
| Arthur E. Summerfield    | 1952-1953 | Míchigan         |
| Wesley Roberts           | 1953      | Kansas           |
| Leonard W. Hall          | 1953-1957 | Nueva York       |
| Meade Alcorn             | 1957-1959 | Connecticut      |
| Thruston B. Morton       | 1959-1961 | Kentucky         |
| William E. Miller        | 1961-1964 | Nueva York       |
| Dean Burch               | 1964-1965 | Arizona          |
| Ray C. Bliss             | 1965-1969 | Ohio             |
| Rogers C. B. Morton      | 1969-1971 | Maryland         |
| Robert Dole              | 1971-1973 | Kansas           |
| George H. W. Bush        | 1973-1974 | Texas            |
| Mary Louise Smith        | 1974-1977 | Iowa             |
| William E. Brock III     | 1977-1981 | Tennessee        |
| Richard Richards         | 1981-1983 | Utah             |
| Frank J. Fahrenkopf, Jr. | 1983-1989 | Nevada           |
| Lee Atwater              | 1989-1991 | Carolina del Sur |
| Clayton Keith Yeutter    | 1991-1992 | Nebraska         |
| Richard Bond             | 1992-1993 | Misuri           |
| Haley Barbour            | 1993-1997 | Misisipi         |
| Jim Nicholson            | 1997-2001 | Colorado         |
| Jim Gilmore              | 2001-2002 | Virginia         |
| Marc Racicot             | 2002-2003 | Montana          |
| Ed Gillespie             | 2003-2005 | Virginia         |
| Ken Mehlman              | 2005-2007 | Washington D. C. |
| Mel Martinez             | 2007      | Florida          |
| Mike Duncan              | 2007-2009 | Kentucky         |
| Michael Steele           | 2009-2011 | Maryland         |
| Reince Priebus           | 2011-2017 | Wisconsin        |
| Ronna McDaniel           | 2017-     | Texas            |